# Zvenigorodskaja (metrostation)
Zvenigorodskaja (Russisch: Звенигоро́дская) is een metrostation van de metro van Sint-Petersburg. Het station maakt deel uit van de Froenzensko-Primorskaja-lijn en werd geopend op 20 december 2008.